# Іст-Ньюнен (Джорджія)
Іст-Ньюнен (англ. East Newnan) — переписна місцевість (CDP) в США, в окрузі Ковета штату Джорджія. Населення — 1022 особи (2020).

## Географія
Іст-Ньюнен розташований за координатами 33°20′45″ пн. ш. 84°46′36″ зх. д. / 33.34583° пн. ш. 84.77667° зх. д. (33.345796, -84.776725).  За даними Бюро перепису населення США в 2010 році переписна місцевість мала площу 7,65 км², з яких 7,42 км² — суходіл та 0,23 км² — водойми.

## Демографія
Згідно з переписом 2010 року, у переписній місцевості мешкала 1321 особа в 420 домогосподарствах у складі 308 родин. Густота населення становила 173 особи/км².  Було 504 помешкання (66/км²).
Расовий склад населення:
| - 53,4 % — білих - 18,7 % — чорних або афроамериканців - 0,7 % — корінних американців - 0,1 % — азіатів - 24,7 % — осіб інших рас |

До двох чи більше рас належало 2,5 %. Частка іспаномовних становила 32,7 % від усіх жителів.
За віковим діапазоном населення розподілялося таким чином: 28,5 % — особи молодші 18 років, 61,1 % — особи у віці 18—64 років, 10,4 % — особи у віці 65 років та старші. Медіана віку мешканця становила 32,4 року. На 100 осіб жіночої статі у переписній місцевості припадало 105,1 чоловіків;  на 100 жінок у віці від 18 років та старших — 107,2 чоловіків також старших 18 років.
Середній дохід на одне домашнє господарство  становив 39 344 долари США (медіана — 35 905), а середній дохід на одну сім'ю — 40 339 доларів (медіана — 39 693). За межею бідності перебувало 6,5 % осіб, у тому числі 0,0 % дітей у віці до 18 років та 5,2 % осіб у віці 65 років та старших.
Цивільне працевлаштоване населення становило 676 осіб. Основні галузі зайнятості: виробництво — 26,6 %, будівництво — 23,1 %, науковці, спеціалісти, менеджери — 14,5 %, мистецтво, розваги та відпочинок — 12,9 %.